# Лісова варта
Лісова варта — назва кінних загонів, створюваних для несення караульної і конвойної служби та розвідки під час Війни 1812 за указом імператора Олександра І з лісових наглядачів і лісової охорони Правобережної України. Зарахованим до цих загонів надавалися права й привілеї козаків. Наказ про формування таких загонів у Київській губернії, Волинській губернії та Подільській губернії було видано 12 червня 1812. Однак на місцях набір до них деякий час гальмувався. Дворянські збори, яким доручили цю справу, займалися паперовою тяганиною, а поміщики не відпускали селян, оскільки побоювалися, що вступ тих до козацького війська звільнить останніх від кріпосної залежності (див. Кріпацтво) і поміщицькі господарства втратять робочу силу. Нерідко поміщики виділяли непридатних людей: хворих, старих або малолітніх. З початком воєнних дій процес формування підрозділів прискорився: Київська губернія виставила 395 козаків, Подільська — 354, Волинська — 167. Утримувалися вони коштом місцевого населення. Козаки кожної губернії мали свій однострій. Так, для київських козаків були виготовлені: «куртки сині з комірами по полках, шаровари сірі з випушкою по полках, пояси за зразками, шапки з витешкетами, шинелі, портупеї з получушками, ладунки та чемодани». Гроші на обмундирування козаків збиралися по повітах з розрахунку по 1 рублю 50 копійок від ревізької душі. За рахунок козацьких товариств купувалися верхові коні та все необхідне спорядження: сідла, вуздечки, баклажки для води, сакви для фуражу, скребниці, щітки та нагайки. Верховий кінь обходився в середньому 100 рублів. У кінці липня 1812 підрозділи Лісової варти увійшли до складу 2-ї і 3-ї Західних армій та 2-го резервного корпусу. В 2-й половині серпня створення загонів варти у Подільській, Київській і Волинській губерніях завершилося. Усього з цих губерній на допомогу 3-й Західній армії було направлено 1064 козаки. Загони Лісової варти брали участь у багатьох боях 1812 і закордонному поході російської армії 1813—14. Загін Київських козаків Лісової варти дійшов до Парижа (Франція). Розформовані восени 1814.